# Stezka pokladů Godula

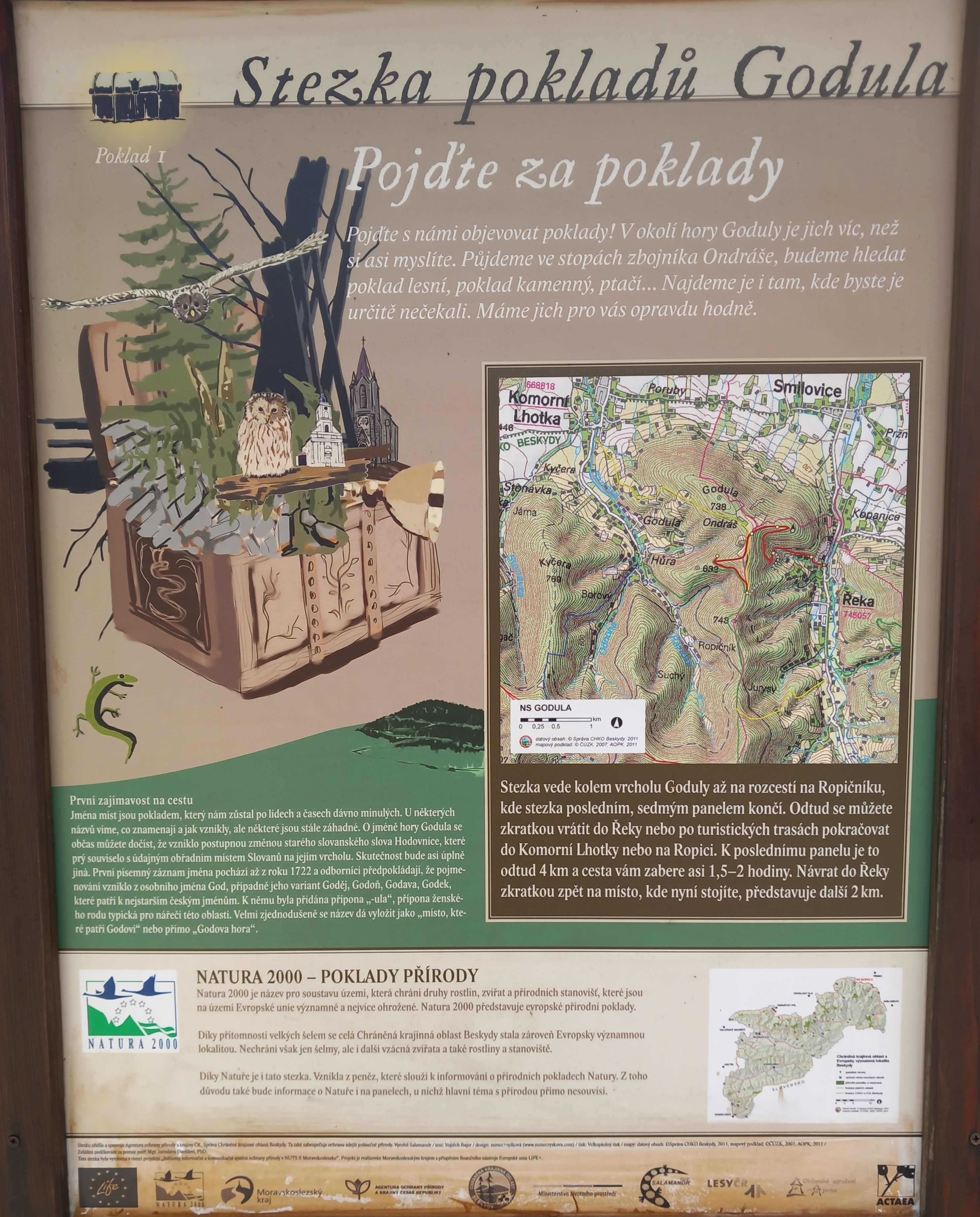
Informační tabule

Stezka pokladů Godula je naučná stezka v Moravskoslezských Beskydech v obci Řeka v okrese Frýdek-Místek v Moravskoslezském kraji. Začíná u hotelu Řeka, vede do sedla pod Godulou a končí na rozcestí Ropičník. Každé ze sedmi zastavení je věnováno jednomu z pokladů, které je možné cestou na horu najít či vidět. Dozvíte se o kamenném, lesním a ptačím pokladu, o pokladu zbojníka Ondráše i pokladu víry. 